# Timothy White (victime)
Pour l’article homonyme, voir Timothy White.
Timothy James White (né le 1er novembre 1974 et mort le 1er avril 2010) est une des victimes du pédophile américain Kenneth Parnell enlevé en 1980. Il fut détenu pendant 16 jours avant de s'évader avec Steven Stayner.

## Enlèvement
Sept ans avant l'enlèvement de Timothy White, le pédophile Parnell avait déjà kidnappé Steven Stayner, âgé de sept ans, alors qu'il rentrait de l'école à la maison. Lorsque celui-ci atteignit l'âge de la puberté, Parnell se désintéressa de lui d'un point de vue sexuel et chercha une nouvelle proie. Parnell se servit de Steven comme complice dans plusieurs tentatives d'enlèvement de garçonnets qui toutes échouèrent car Steven faisait exprès (tel qu'il le déclara plus tard après sa libération) de ne pas suivre les consignes de Parnell car l'adolescent ne voulait pas que les enfants connaissent le même destin que lui. Estimant que Steven était incompétent en la matière, Parnell persuada donc un ami adolescent de Steven (un garçon du coin du nom de Sean Poorman) contre de l'argent et de la drogue de lui trouver une nouvelle proie.
Le 13 février 1980, Sean Poorman remarqua un petit garçon de cinq ans, Timothy White, qui jouait dehors devant la maison de ses parents à Ukiah, et le poussa vers la voiture de Parnell. Mais le petit garçon criait et il tenta de s'enfuir. Sean Poorman parvint à l'agripper de force et à l'enfermer dans la voiture alors qu'il hurlait. Parnell donna de l'argent et de la marijuana à l'adolescent en échange de son forfait, lui ordonna de partir et de ne pas dire un mot du kidnapping. Arrivé chez lui, Parnell se mit à conditionner le petit garçon qui devait désormais s'appeler « Tommy » et lui teignit les cheveux en blond, pour éviter que le public ne le reconnaisse sur les futures affiches d'avis de recherche. Il le fit passer pour son fils et comme le frère cadet de Steven. Le petit garçon déclara plus tard qu'il se sentait en confiance avec Steven pendant les seize jours que dura sa captivité et qu'il s'était bien occupé de lui. Steven Stayner, déterminé à ce que l'enfant ne subisse pas le sort qu'il avait lui-même subi, songea d'emblée à le rendre à ses parents.

## Fuite
Le 1er mars 1980, l'adolescent et le petit garçon prirent la fuite alors que Parnell se trouvait à son travail de gardien de nuit dans un motel. La maison de Parnell se trouvait loin en dehors de la ville et ils durent marcher dans la nuit jusqu'à ce qu'un camionneur les prenne en autostop jusqu'à Ukiah. Cependant le garçonnet était incapable de localiser la maison de ses parents, aussi Steven décida-t-il de l'amener à un commissariat de police.
Parnell fut jugé pour les enlèvements de Steven et de Timothy au cours de deux procès séparés. Il ne fut condamné qu'à sept ans de prison et fut libéré sous liberté conditionnelle au bout de cinq ans,. Parnell ne fut pas jugé pour les viols et les agressions sexuelles commis sur Steven car selon les procureurs ou bien cela avait eu lieu en dehors de la juridiction du comté de Merced ou bien les faits étaient prescrits.
La famille White noua des liens avec la famille Stayner, et lorsque Steven mourut d'un accident de moto à l'âge de 24 ans en 1989, Timothy White (14 ans alors) fut l'un des porteurs du cercueil,.

## Vie d'après et mort
Timothy White devint shérif adjoint du comté de Los Angeles en 2005. Comme Steven Stayner, il donnait des conférences aux enfants à propos de son histoire et des risques d'enlèvement. Parnell quant à lui eut encore affaire à la justice en 2004 dans une tentative de trafic d'enfant (il mourut en prison) et White fut appelé à témoigner. Il rencontra alors Sean Poorman qui faisait aussi partie des témoins. Devenu adulte mûr, Poorman (qui avait fait deux ans de prison après l'enlèvement de Timothy White) éprouva un grand choc à la vue de White qu'il n'avait pas revu depuis vingt-cinq ans. Les deux hommes se parlèrent brièvement et White lui pardonna.
Timothy White épousa Dena et ils eurent deux enfants, une fille, Hannah, et un fils, Lukas.
White mourut le 1er avril 2010 d'une embolie pulmonaire, à l'âge de 35 ans,,.

## Hommages
- Une statue est érigée en hommage à Steven Stayner (1965-1989) et Timothy White (1974-2010) le 28 août 2010, au parc Applegate de Merced[11].
- Les habitants d'Ukiah font aussi ériger une statue de Steven et Timothy représentés fuyant main dans la main.